# Artem Dolgopjat
Artem Olegovič Dolgopjat (hebrejsky: ארטיום אולגוביץ' דולגופיאט; ukrajinsky: Артем Олегович Долгопят; * 16. června 1997, Dnipro) je izraelský sportovní gymnasta narozený na Ukrajině. Největších úspěchů dosahuje v disciplíně prostná. Získal v ní zlatou olympijskou medaili na hrách v Tokiu konaných roku 2021. Stal se tak druhým izraelským olympijských vítězem v historii (na stejných hrách ho za šest dní napodobila Linoy Ašramová). V prostných je i mistrem světa (2023), má dvě světová stříbra (2017, 2019) a je dvojnásobným mistrem Evropy (2020, 2022). Jeho otec byl Žid, matka Ukrajinka, rodina emigrovala do Izraele v roce 2009, v jeho dvanácti letech. Jeho přítelkyně Saša Sakovičová je běloruská překladatelka, kterou poznal na závodech, a předmětem tradičních kontroverzí je, že si ji nemůže v Izraeli vzít za manželku, neboť civilní sňatek v Izraeli není možný a církevní by rabíni nedovolili kvůli tomu, že Sakovičová není Židovka a ani Dolgopjatova matka nebyla. Po útoku Hamásu na Izrael v roce 2023 vydražil svou zlatou medaili z mistrovství světa a peníze poslal izraelským obcím na hranicích Gazy zničených teroristy.